# Jean-Marie Mathot

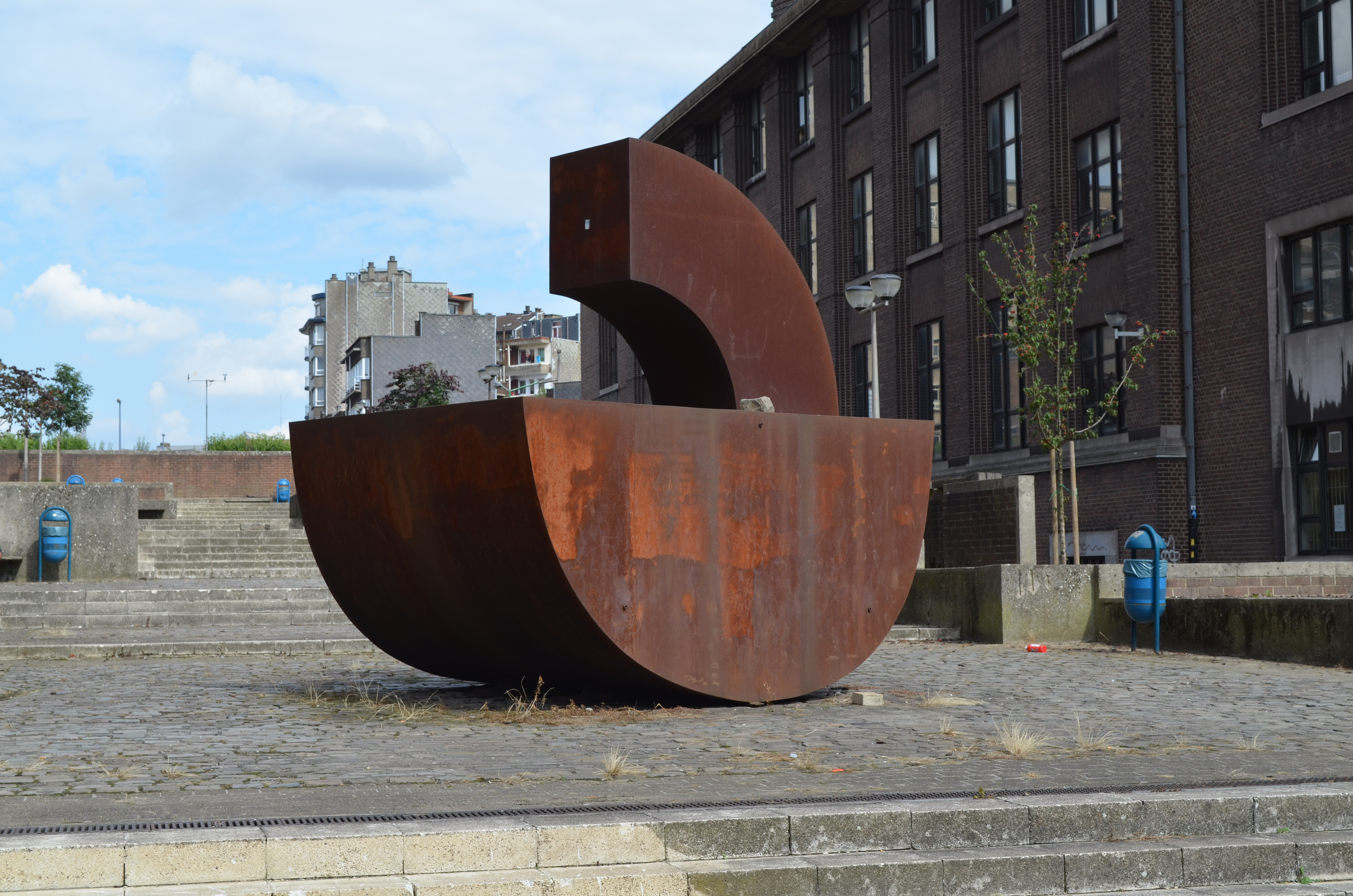
Sculpture monumentale en acier Corten, boulevard Gustave Roulier à Charleroi

Jean-Marie Mathot, né à Namur le 18 mai 1948, est un peintre, sculpteur et graveur belge.

## Biographie et œuvre
Jean-Marie Mathot suit une formation à l'Académie de Bruxelles (1964-1969) où il devient professeur de sculpture et de modelage pendant une année, en 1978. Il est également professeur de peinture à l'école d'Art de Braine-l'Alleud.
Il débute comme sculpteur et crée des figures sensibles en taille directe, mais également des compositions monumentales expressives. Sa peinture est initialement figurative, puis évolue vers le gestuel.